# Luik-Bastenaken-Luik 1892
Op 29 mei 1892 werd de eerste editie van Luik-Bastenaken-Luik gereden.
De Belg Léon Houa kwam na 250 kilometer winnend over de streep. Hij had 10 uur en 48 minuten over het parcours gedaan. In totaal eindigden 17 van de 33 renners die allemaal de Belgische nationaliteit hadden.

## Uitslag
| Plaats | Renner              | Land   | Tijd / achterstand |
| ------ | ------------------- | ------ | ------------------ |
| 1      | Léon Houa           | België | 10u48'36"          |
| 2      | Léon Lhoest         | België | 22'                |
| 3      | Louis Rasquinet     | België | 44'                |
| 4      | Antoine Gehenniaux  | België | 57'                |
| 5      | Henri Thanghe       | België | 59'                |
| 6      | Jos Berchmans       | België | 1u11'              |
| 7      | Gustav Ghiot        | België | 1u22'              |
| 8      | René Nulens         | België | 1u42'              |
| 9      | Maurice Tips        | België | 1u58'              |
| 10     | Willem Muller       | België | 2u31'              |
| 11     | Alphonse Hunnerbein | België | 2u34'              |
| 12     | Leon Dernier        | België | 3u12'              |
| 13     | Jean Delcourt       | België | 3u23'              |
| 14     | Jacques Wauthier    | België | 4u03'              |
| 15     | Felix Minet         | België | 5u12'              |
| 16     | Van Weddingen       | België | 5u15'              |
| 17     | Lecrenier           | België | 5u18'              |

1892 · 1893 · 1894 · 1895-1907 · 1908 · 1909 · 1910 · 1911 · 1912 · 1913 · 1914-1918 · 1919 · 1920 · 1921 · 1922 · 1923 · 1924 · 1925 · 1926 · 1927 · 1928 · 1929 · 1930 · 1931 · 1932 · 1933 · 1934 · 1935 · 1936 · 1937 · 1938 · 1939 · 1940-1942 · 1943 · 1944 · 1945 · 1946 · 1947 · 1948 · 1949 · 1950 · 1951 · 1952 · 1953 · 1954 · 1955 · 1956 · 1957 · 1958 · 1959 · 1960 · 1961 · 1962 · 1963 · 1964 · 1965 · 1966 · 1967 · 1968 · 1969 · 1970 · 1971 · 1972 · 1973 · 1974 · 1975 · 1976 · 1977 · 1978 · 1979 · 1980 · 1981 · 1982 · 1983 · 1984 · 1985 · 1986 · 1987 · 1988 · 1989 · 1990 · 1991 · 1992 · 1993 · 1994 · 1995 · 1996 · 1997 · 1998 · 1999 · 2000 · 2001 · 2002 · 2003 · 2004 · 2005 · 2006 · 2007 · 2008 · 2009 · 2010 · 2011 · 2012 · 2013 · 2014 · 2015 · 2016 · 2017 · 2018 · 2019 · 2020 · 2021 · 2022 · 2023 · 2024